# Nascar Grand National Series 1960
Nascar Grand National Series 1960 var den 12:e upplagan av den främsta divisionen av professionell stockcarracing i USA sanktionerad av National Association for Stock Car Auto Racing. Säsongen bestod av 44 race och inleddes redan 8 november 1959 på Southern States Fairgrounds i Charlotte i North Carolina och avslutades 30 oktober 1960 på Atlanta International Raceway i Atlanta i Georgia. 
Serien vanns av Lee Petty i en Plymouth. Dom två framgångsrikaste bilmärkena var Ford med 15 segrar och Chevrolet med 12 segrar.

## Resultat
| Nr      | Datum        | Tävling                    | Bana                                                         | Pole             | Vinnare          | Konstruktör | Start | Rapport |
| ------- | ------------ | -------------------------- | ------------------------------------------------------------ | ---------------- | ---------------- | ----------- | ----- | ------- |
| 1       | 8 november   | Race 1                     | Southern States Fairgrounds, Charlotte, North Carolina       | Buck Baker       | Jack Smith       | Chevrolet   | 3     |         |
| 2       | 26 november  | Race 2                     | Columbia Speedway, Cayce, South Carolina                     | Junior Johnson   | Ned Jarrett      | Ford        | 3     |         |
| 3       | 12 februari  | Daytona 500 Qualifier #1   | Daytona International Speedway, Daytona Beach, Florida       | Cotton Owens     | Fireball Roberts | Pontiac     | 2     |         |
| 4       | 12 februari  | Daytona 500 Qualifier #2   | Daytona International Speedway, Daytona Beach, Florida       | Jack Smith       | Jack Smith       | Pontiac     | 1     |         |
| 5       | 14 februari  | Daytona 500                | Daytona International Speedway, Daytona Beach, Florida       | Cotton Owens     | Junior Johnson   | Chevrolet   | 9     | Rapport |
| 6       | 28 februari  | Race 6                     | Southern States Fairgrounds, Charlotte, North Carolina       | Lee Petty        | Richard Petty    | Plymouth    | 7     |         |
| 7       | 27 mars      | Gwyn Staley 160            | North Wilkesboro Speedway, North Wilkesboro North Carolina   | Junior Johnson   | Lee Petty        | Plymouth    | 8     | Rapport |
| 8       | 3 april      | Copper Cup 100             | Arizona State Fairgrounds, Phoenix, Arizona                  | Mel Larson       | John Rostek      | Ford        | i.u.  | Rapport |
| 9       | 3 april      | Race 9                     | Columbia Speedway, Cayce, South Carolina                     | Doug Yates       | Rex White        | Chevrolet   | 3     |         |
| 10      | 10 april     | Virginia 500               | Martinsville Speedway, Ridgeway, Virginia                    | Glen Wood        | Richard Petty    | Plymouth    | 4     | Rapport |
| 11      | 16 april     | Hickory 250                | Hickory Motor Speedway, Hickory, North Carolina              | Rex White        | Joe Weatherly    | Ford        | 2     | Rapport |
| 12      | 17 april     | Race 12                    | Wilson Speedway, Wilson, North Carolina                      | Emanuel Zervakis | Joe Weatherly    | Ford        | 5     |         |
| 13      | 18 april     | Race 13                    | Bowman Gray Stadium, Winston-Salem, North Carolina           | Glen Wood        | Glen Wood        | Ford        | 1     |         |
| 14      | 23 april     | Greenville 200             | Greenville-Pickens Speedway, Easley, South Carolina          | Curtis Turner    | Ned Jarrett      | Ford        | 5     | Rapport |
| 15      | 24 april     | Race 15                    | Asheville-Weaverville Speedway, Weaverville, North Carolina  | Junior Johnson   | Lee Petty        | Plymouth    | 8     |         |
| 16      | 14 maj       | Rebel 300                  | Darlington Raceway, Darlington, South Carolina               | Fireball Roberts | Joe Weatherly    | Ford        | 2     | Rapport |
| 17      | 28 maj       | Race 17                    | Piedmont Interstate Fairgrounds, Spartanburg, South Carolina | Jack Smith       | Ned Jarrett      | Ford        | 11    |         |
| 18      | 29 maj       | Race 18                    | Occoneechee Speedway, Hillsborough, North Carolina           | Richard Petty    | Lee Petty        | Plymouth    | 2     |         |
| 19      | 5 juni       | Richmond 200               | Atlantic Rural Fairgrounds, Richmond, Virginia               | Ned Jarrett      | Lee Petty        | Plymouth    | 10    | Rapport |
| 20      | 12 juni      | California 250             | Marchbanks Speedway, Hanford, Kalifornien                    | Frank Secrist    | Marvin Porter    | Ford        | 8     | Rapport |
| 21      | 19 juni      | World 600                  | Charlotte Motor Speedway, Charlotte, North Carolina          | Fireball Roberts | Joe Lee Johnson  | Chevrolet   | 20    | Rapport |
| 22      | 26 juni      | International 200          | Bowman Gray Stadium, Winston-Salem, North Carolina           | Lee Petty        | Glen Wood        | Ford        | 3     | Rapport |
| 23      | 4 juli       | Firecracker 250            | Daytona International Speedway, Daytona Beach, Florida       | Jack Smith       | Jack Smith       | Pontiac     | 1     | Rapport |
| 24      | 10 juli      | Race 24                    | Heidelberg Raceway, Pittsburgh, Pennsylvania                 | Lee Petty        | Lee Petty        | Plymouth    | 1     |         |
| 25      | 17 juli      | Empire State 200           | Montgomery Air Base, Montgomery, New York                    | John Rostek      | Rex White        | Chevrolet   | 3     | Rapport |
| 26      | 23 juli      | Race 26                    | Rambi Raceway, Myrtle Beach, South Carolina                  | Ned Jarrett      | Buck Baker       | Chevrolet   | 11    |         |
| 27      | 31 juli      | Dixie 300                  | Atlanta International Raceway i Atlanta i Georgia            | Fireball Roberts | Fireball Roberts | Pontiac     | 1     | Rapport |
| 28      | 3 augusti    | Race 28                    | Dixie Speedway, Birmingham, Alabama                          | Ned Jarrett      | Ned Jarrett      | Ford        | 1     |         |
| 29      | 7 augusti    | Nashville 400              | Music City Motorplex, Nashville, Tennessee                   | Rex White        | Johnny Beauchamp | Chevrolet   | 2     | Rapport |
| 30      | 14 augusti   | Western North Carolina 500 | Asheville-Weaverville Speedway, Weaverville, North Carolina  | Rex White        | Jack Smith       | Chevrolet   | 2     | Rapport |
| 31      | 16 augusti   | Race 31                    | Piedmont Interstate Fairgrounds, Spartanburg, South Carolina | Cotton Owens     | Cotton Owens     | Pontiac     | 1     |         |
| 32      | 18 augusti   | Capital City 300           | Columbia Speedway, Cayce, South Carolina                     | Tommy Irwin      | Rex White        | Chevrolet   | 7     |         |
| 33      | 20 augusti   | Race 33                    | South Boston Speedway, South Boston, Virginia                | Ned Jarrett      | Junior Johnson   | Chevrolet   | 2     |         |
| 34      | 23 augusti   | Race 34                    | Bowman Gray Stadium, Winston-Salem, North Carolina           | Glen Wood        | Glen Wood        | Ford        | 1     |         |
| 35      | 5 september  | Southern 500               | Darlington Raceway, Darlington, South Carolina               | Fireball Roberts | Buck Baker       | Pontiac     | 2     | Rapport |
| 36      | 9 september  | Buddy Shuman 250           | Hickory Motor Speedway, Hickory, North Carolina              | Buck Baker       | Junior Johnson   | Chevrolet   | 2     | Rapport |
| 37      | 11 september | Race 37                    | California State Fairgrounds, Sacramento, Kalifornien        | Jim Cook         | Jim Cook         | Dodge       | 1     |         |
| 38      | 15 september | Race 38                    | Gamecock Speedway, Sumter, South Carolina                    | David Pearson    | Ned Jarrett      | Ford        | 2     |         |
| 39      | 18 september | Race 39                    | Occoneechee Speedway, Hillsborough, North Carolina           | Richard Petty    | Richard Petty    | Plymouth    | 1     |         |
| 40      | 25 september | Old Dominion 500           | Martinsville Speedway, Ridgeway, Virginia                    | Glen Wood        | Rex White        | Chevrolet   | 2     | Rapport |
| 41      | 2 oktober    | Wilkes 200                 | North Wilkesboro Speedway, North Wilkesboro North Carolina   | Rex White        | Rex White        | Chevrolet   | 1     | Rapport |
| 42      | 16 oktober   | National 400               | Charlotte Motor Speedway, Charlotte, North Carolina          | Fireball Roberts | Speedy Thompson  | Ford        | 3     | Rapport |
| 43      | 23 oktober   | Capital City 200           | Atlantic Rural Fairgrounds, Richmond, Virginia               | Ned Jarrett      | Speedy Thompson  | Ford        | 3     | Rapport |
| 44      | 30 oktober   | Atlanta 500                | Atlanta International Raceway i Atlanta i Georgia            | Fireball Roberts | Bobby Johns      | Pontiac     | 5     | Rapport |
| Källor: |              |                            |                                                              |                  |                  |             |       |         |

## Slutställning
| Plats   | Förare           | Starter | Vinster | Top 5 | Top 10 | Pole | Ledda varv | Prispengar | Poäng | +\-    |
| ------- | ---------------- | ------- | ------- | ----- | ------ | ---- | ---------- | ---------- | ----- | ------ |
| 1       | Rex White        | 40      | 6       | 25    | 35     | 3    | 340        | $57 525    | 21164 |        |
| 2       | Richard Petty    | 40      | 3       | 16    | 30     | 2    | 447        | $41 873    | 17228 | –3936  |
| 3       | Bobby Johns      | 19      | 1       | 8     | 10     | 0    | 485        | $46 115    | 14964 | –6200  |
| 4       | Buck Baker       | 37      | 2       | 15    | 24     | 2    | 212        | $38 398    | 14674 | –6490  |
| 5       | Ned Jarrett      | 40      | 5       | 20    | 26     | 5    | 579        | $25 437    | 14660 | –6504  |
| 6       | Lee Petty        | 39      | 5       | 21    | 30     | 3    | 514        | $31 282    | 14510 | –6654  |
| 7       | Junior Johnson   | 34      | 3       | 14    | 18     | 3    | 569        | $38 989    | 9932  | –11232 |
| 8       | Emanuel Zervakis | 14      | 0       | 2     | 10     | 1    | 0          | $12 124    | 9720  | –11444 |
| 9       | Jim Paschal      | 10      | 0       | 3     | 7      | 0    | 11         | $15 096    | 8968  | –12196 |
| 10      | Banjo Matthews   | 12      | 0       | 0     | 4      | 0    | 9          | $15 617    | 8458  | –12706 |
| 11      | Johnny Beauchamp | 11      | 1       | 3     | 5      | 0    | 3          | $17 374    | 8306  | –12858 |
| 12      | Herman Beam      | 26      | 0       | 1     | 6      | 0    | 0          | $5 916     | 7776  | –13388 |
| 13      | Joe Lee Johnson  | 22      | 1       | 6     | 8      | 0    | 48         | $34 518    | 7352  | –13812 |
| 14      | Jack Smith       | 13      | 3       | 7     | 7      | 3    | 476        | $24 721    | 6944  | –14220 |
| 15      | Fred Lorenzen    | 10      | 0       | 3     | 5      | 0    | 93         | $9 136     | 6764  | –14400 |
| Källor: |                  |         |         |       |        |      |            |            |       |        |

- Notering: Endast de femton främsta förarna redovisas.